# Liste des boursiers Killam, par ordre alphabétique O
| Nom              | Année | Université              | Discipline  |
| ---------------- | ----- | ----------------------- | ----------- |
| A.A. Offenberger | 1980  | Université de l'Alberta | Physique    |
| J. P. Oleson     | 2000  | Université de Victoria  | Archéologie |
| H. Ono           | 2001  | Université York         | Psychologie |
| Fernand Ouellet  | 1992  | Université York         | Histoire    |
| Réal Ouellet     | 1987  | Université Laval        | Français    |
| G.A. Ozin        | 1995  | Université de Toronto   | Chimie      |